# Rajec
Rajec és una ciutat d'Eslovàquia. Es troba a la regió de Žilina. El 2022 tenia 5.818 habitants.
La primera menció escrita de la vila, com a Raich, es remunta al 1193.

## Demografia
| Godina             | 1994 | 2004   | 2014   | 2024   |
| ------------------ | ---- | ------ | ------ | ------ |
| Nombre de persones | 6404 | 6074   | 5881   | 5703   |
| Diferència         |      | −5,15% | −3,17% | −3,02% |

| Godina             | 2023 | 2024   |
| ------------------ | ---- | ------ |
| Nombre de persones | 5777 | 5703   |
| Diferència         |      | −1,28% |